# Georgette Leblanc
Pour les articles homonymes, voir Leblanc.
Ne doit pas être confondu avec Georgette LeBlanc.

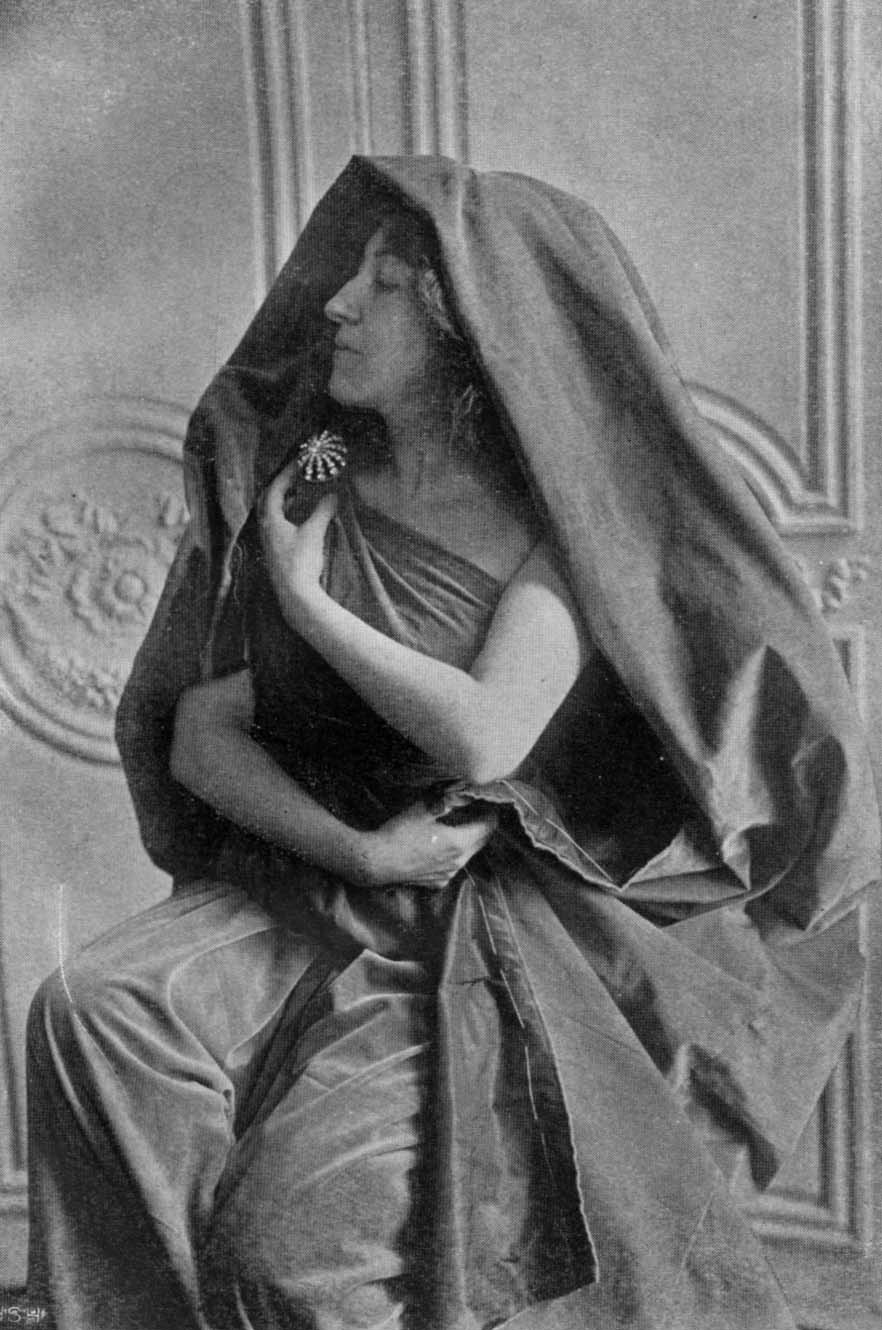
Georgette Leblanc dans Monna Vanna de Maurice Maeterlinck.

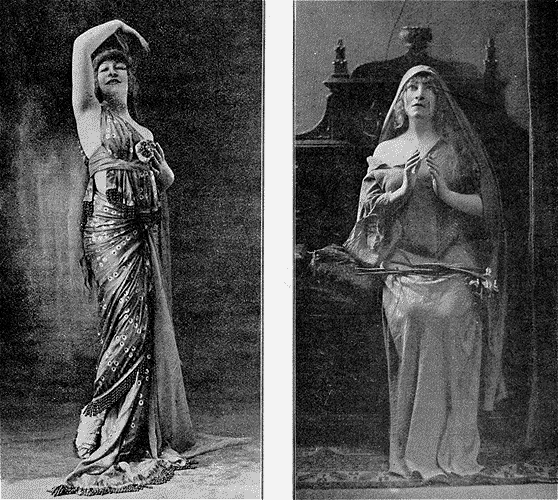
Georgette Leblanc dans Marie Magdeleine de Maurice Maeterlinck (1913).

Marie Blanche Georgette Leblanc, née à Rouen le 8 février 1869, et morte au Cannet le 26 octobre 1941, est une cantatrice et actrice de théâtre française.
Elle ambitionne toute sa vie d'être une femme de lettres mais, contemporaine de Colette dont elle est l'amie, elle ne parvient pas, malgré des dons certains, à s'imposer en littérature. Compagne de Maurice Maeterlinck pendant près de vingt-trois ans, Georgette Leblanc ne doit qu'à une homonymie d'avoir été quelquefois confondue avec la jeune cantatrice Georgette Leblanc, épouse de l'artiste peintre Alfred Bastien, et qui fait ses débuts au Théâtre de la Monnaie après que la créatrice de Monna Vanna s'y soit elle-même produite.

## Biographie
Georgette Leblanc est née en Normandie dans une famille bourgeoise où l'on admirait Gustave Flaubert : elle est la sœur cadette de l'écrivain Maurice Leblanc, le créateur d'Arsène Lupin,  et la tante maternelle de Marcelle Prat. Georgette Leblanc fait ses premiers pas comme chanteuse lyrique le 23 novembre 1893 à l’Opéra-comique, dans l'Attaque du moulin de Louis Gallet, d’après Émile Zola, sur une musique d’Alfred Bruneau. 
Elle vit ensuite avec Maurice Maeterlinck — dont elle est l’interprète ainsi que, bien souvent, l’inspiratrice — l’été dans leur villa de Nice, « Les Abeilles », et le reste de l’année à l’abbaye Saint-Wandrille de Fontenelle, que le couple a restaurée. Elle est la cause de la brouille de Maeterlinck avec Debussy, celui-ci lui ayant préféré Mary Garden pour le rôle de Mélisande lors de la création de l'opéra qu'il tire de la pièce de Maeterlinck (Pelléas et Mélisande 1902). Elle a longuement évoqué leur vie commune dans ses Souvenirs, parus en 1931. Après sa rupture avec l'écrivain, Georgette Leblanc acquiert le phare de Tancarville, où elle vit avec sa compagne Margaret Anderson (1886-1973) autrice et éditrice américaine originaire d’Indianapolis. Toutes deux sont membres de « La Cordée » (The Rope), un groupe saphique formé et dirigé par le gourou Georges Gurdjieff en 1935.
Lors d'un voyage aux États-Unis elle rencontre Helen Keller dont elle fait connaître l'extraordinaire histoire en Europe en publiant entre 1912 et 1914 deux ouvrages en anglais : The Girl Who Found the Blue Bird: A Visit to Helen Keller et Man's Miracle, the Story of Helen Keller and her European Sisters.
Au cinéma, elle incarne l’héroïne de L'Inhumaine de Marcel L'Herbier. Ses Propos sur le cinéma (1919) figurent parmi les écrits les plus fins de l’époque.
En 1931, Georgette Leblanc publie Souvenirs (1895-1918), relatant sa liaison avec Maeterlinck. Elle n'apprécie pas la préface ajoutée contre son gré par Bernard Grasset. Elle écrit également son autobiographie, plusieurs livres pour enfants et des récits de voyage.
Emportée par un cancer au cours de l’année 1941, elle est enterrée au Cannet, au cimetière Notre-Dame-des-Anges, à côté de Margaret Anderson et de Monique Serrure (1878-1968), secrétaire de Georgette Leblanc.

## Postérité
Une collection Georgette Leblanc, de 3 mètres linéaires de documents, retrouvés au phare de Tancarville, est conservée aux Archives et Musée de la Littérature à Bruxelles.
Le 9 juin 2020, le conseil municipal de Tancarville choisit de nommer rue Georgette Leblanc une des voies d'un nouveau lotissement de la commune.

## Publications
- Le choix de la vie, Paris : E. Fasquelle, 1904 ;
- Un pélerinage au pays de Madame Bovary, Paris, E. Sansot, 1913    (Wikisource) ;
- The Children's Blue Bird, Dodd Mead & co, New-York, 1913 ;
- The Girl Who Found the Blue Bird, Dodd Mead & co, New-York, 1914 ;
- Nos chiens : Louis (le débonnaire), Adhémar (l’incompris), Jules (l’écornifleur), Golaud (le sur-chien), Paris : E. Fasquelle, 1919 ;
- Étude sur le Cinéma, Mercure de France, 1919 ;
- Mes Conversations avec Eleonora Duse. Choses vues, [S. l.], 1926 ;
- Souvenirs : 1895-1918, précédés d’une introduction par Bernard Grasset, Paris : B. Grasset, 1931 ;
- La Machine à courage, souvenirs, Paris, J. B. Janin, 1947    (Wikisource), préface de Jean Cocteau.